# Calas (général)
Pour les articles homonymes, voir Calas et Callas.
Calas (en grec ancien Κάλας / Kalas) est un général de Philippe II puis d'Alexandre le Grand. Il est satrape de Phrygie hellespontique de 334 av. J.-C. jusqu'à une date indéterminée sous le règne d'Alexandre.

## Carrière sous Alexandre
Issu de la famille princière d'Élimée, Calas serait le fils d'Harpale, le trésorier royal, et le cousin d'Antigone le Borgne. En 336 av. J.-C., avec Parménion et Attale, Calas est chargé par Philippe II de conduire les premiers contingents de troupes en Asie Mineure en traversant par l'Hellespont. Les Macédoniens conquièrent l'intérieur de la Troade, mais sont repoussés jusqu’à l'Hellespont après une contre-offensive des Perses menée par Memnon de Rhodes. Ils y occupent une tête de pont par laquelle Alexandre pénètre avec son armée sur le sol asiatique au printemps 334. Lors de la bataille du Granique, Calas s'illustre à la tête de la cavalerie thessalienne.

## Satrape de Phrygie hellespontique
Après la victoire du Granique, Calas est nommé gouverneur de la province de Phrygie hellespontique et se voit remplacer dans son précédent commandement par Alexandre le Lynceste. Il devient non seulement le premier gouverneur macédonien en Asie, mais il reçoit aussi le titre perse de satrape. Selon Arrien, Alexandre souligne par là la légitimité de sa conquête. Calas a la charge de sécuriser l'Hellespont, d'importance stratégique ; raison pour laquelle sa province est le plus souvent désignée sous le nom de Phrygie hellespontique. Sous la gouvernance de Calas, les anciennes structures administratives perses sont conservées.
En 333, Calas soumet les Paphlagoniens, soumis volontairement à Alexandre avant de rallier les Perses. Il périt, à une date indéterminée, dans une bataille pour la conquête de la Bithynie contre le dynaste Bas. Il est remplacé à son poste par Démarque.

## Sources antiques
- Arrien, Anabase [lire en ligne].
- Diodore de Sicile, Bibliothèque historique [détail des éditions] [lire en ligne].
- Justin, Abrégé des Histoires philippiques de Trogue Pompée [détail des éditions] [lire en ligne].
- Quinte-Curce, L'Histoire d'Alexandre le Grand [lire en ligne].